# 中華路 (中壢區)
中華路為臺灣桃園市中壢區的重要幹道之一，大部分路段屬於省道台1線，部分路段與市道110號共線。北接桃園區中山路及八德區中華路，南止於普義路口，全線以自強一路分為兩段。

## 沿經行政區域
- 桃園市
  - 中壢區

## 分段
（由北至南）
- 一段:桃園中壢區界－自強一路
- 二段:自強一路－普義路

## 沿線設施
（由北至南）

| 一段 - 聯邦商業銀行內壢分行（258號） - 中國信託商業銀行內壢簡易型分行（262號） - 內壢車站（267號） - 桃園市政府警察局中壢分局內壢派出所（364號） - 內壢停車場（364號旁） - 陸軍通信電子器材基地勤務廠（精忠街115號） - 家樂福內壢店（450號） - 迪卡儂 - 星巴克 - 丹堤咖啡（页面存档备份，存于） - 麥當勞 - 21世紀風味館 - 三商巧福 - 福勝亭 - 鮮五丼 - 爭鮮迴轉壽司 - Mister Donut - 宜得利家居中壢店（480號） - 日月光半導體中壢廠（550號） - 寶雅生活館中壢中華店（677號） - UNIQLO中壢中華路店（699號） - 福特六和汽車總部（705號） - 中壢工業區 | 二段 - 台灣山葉機車總部與中壢工廠（3號） - 保時捷桃園多功能展示服務中心（88號） - 陸軍第三地區支援指揮部北部地區補給庫中壢補給分庫（普忠路1號） - 中華電信中壢普義機房（170號） - 交通部公路局北區養護工程分局中壢工務段（180號） - 臺灣中油中壢工業區加油加氣站 （230號） - 台灣華可貴中壢第一工廠（281號） - 麥當勞中壢中華店（358號1樓） - 泰豐輪胎總部（369號） - 臺灣桃園地方法院中壢院區（388號） - 家樂福中原店（501號） - 丹堤咖啡（页面存档备份，存于） - 三商巧福 - 爭鮮迴轉壽司 - 品田牧場 - 玩具反斗城 |